# لاون الخامس
لاون الخامس أو ليون الخامس أو ليو الخامس (فبراير 904) كان البابا من يوليو 903 إلى وفاته في 904. كان البابا خلال الفترة المعروفة العصور المظلمة. ألقى به البابا المضاد كريستوفر في السجن في أيلول / سبتمبر 903  ويشك أنه قتل في بداية بابوية  البابا سرجيوس الثالث. 

## للقراءة
- DeCormenin لويس ماري ؛ جيحون، جيمس L., التاريخ الكامل من الباباوات في روما، من سانت بيتر أول أسقف بيوس التاسع (1857)
- مان هوراس K., حياة البابوات في العصور الوسطى في وقت مبكر, Vol. الرابع: الباباوات في أيام الإقطاعية الفوضى، 891-999 (1910)
- نورويتش جون يوليوس، الباباوات: تاريخ (2011)

## المرجع
1. ↑  autori vari (2000), Enciclopedia dei Papi (بالإيطالية), QID:Q3725036
2. ↑  "معلومات عن لاون الخامس على موقع larousse.fr". larousse.fr. مؤرشف من الأصل في 2020-10-28.
3. ↑  "معلومات عن لاون الخامس على موقع collection.britishmuseum.org". collection.britishmuseum.org.[وصلة مكسورة]
4. ↑  "معلومات عن ليو الخامس على موقع d-nb.info". d-nb.info. مؤرشف من الأصل في 2020-10-23.

| سبقه بندكت الرابع | باباوات الكنيسة الكاثوليكية الثامن 903 - 904 | تبعه سرجيوس الثالث |